# Hexatrygonidae
Hexatrygonidae es una familia de batoideos (condrictios) que incluye a las únicas rayas con seis pares de hendiduras branquiales, siendo cinco pares el número habitual en las demás especies de batoideos. La familia incluye una única especie, Hexatrygon bickelli (raya de seis branquias).

## Distribución
Formas marinas que habitan fondos blandos sobre el talud continental, en el océano Pacífico Indo-Occidental y Central, desde la costa oriental de Sudáfrica, el Mar de China Sur, costas de Taiwán, Filipinas, Japón, Australia, y Hawaii. Si bien los registros son escasos, se estima que probablemente tengan amplia distribución en regiones profundas del océano Indo-Pacífico tropical.  

## Descripción
Son rayas de gran tamaño, que pueden alcanzar cerca de 1,7 m (largo total); su cuerpo comprende un disco pesado, de consistencia flácida y forma acorazonada. Las aletas pélvicas son cortas y redondeadas. Presentan un rostro largo que en los individuos adultos es de base ancha y triangular, si bien su forma y longitud varían durante el desarrollo. La cola es corta, no tiene aspecto de látigo, y lleva uno o dos aguijones (espinas) caudales. En la superficie dorsal del disco se encuentran los ojos pequeños, y los espiráculos muy grandes; carecen de aleta dorsal. En la superficie ventral se abren los seis pares de hendiduras branquiales pequeñas, y una boca grande y amplia, muy protráctil. El cuerpo de estas rayas es liso, sin escamas o dentículos dérmicos. 

## Reproducción
Estas rayas dan a luz crías vivas, que se desarrollan dentro del cuerpo de la madre y reciben alimento a través de sus tejidos (viviparismo histotrófico).

## Taxonomía
Si bien se han descripto varias especies en la zona del Mar de la China, por el momento se las considera como variaciones intraespecíficas de la única especie válida, Hexatrygon bickelli. 